# Корејски Американци
Корејски Американци Американци су корејанског порекла.
Њихови преци су углавном из Јужне Кореје, али мањина долази из Северне Кореје, 
Кине, Јапана или пост-совјетских република. Корејско-америчка заједница чини 0,6% становништва САД, или око 1,8 милиона људи. То је пета највећа група Американаца Азије по заједницама Американаца Кинеза, Филипинаца, Индијаца и Вијетнамаца. Сједињене Државе су дом највеће корејске дијаспоре на свету. 